# Quando la vita è romanzo
Quando la vita è romanzo (I'll Take Romance) è un film del 1937 diretto da Edward H. Griffith e interpretato da Grace Moore, Melvyn Douglas e Margaret Hamilton.
Insieme al tenore statunitense Frank Forest nei panni di Pinkerton, Grace Moore canta in duetto Vogliatemi bene da Madama Butterfly.

## Trama
Il soprano Elsa Terry non vuole onorare un contratto con l'opera di Buenos Aires, preferendo un ingaggio migliore che la porta all'Opéra de Paris.